# 250-е годы
250-е (две́сти пятидеся́тые) го́ды по юлианскому календарю — промежуток времени с 1 января 250 года по 31 декабря 259 года, включающий 250 год 5-го десятилетия   и с 251 по 259 годы    6-го десятилетия III века 1-го тысячелетия.  Они закончились 1766 лет назад.

## Важнейшие события
- 250-е годы — упорная борьба Рима с персами за Месопотамию и Армению. Перевес в борьбе склонялся в общем на сторону персов.
- Кризис Римской империи III века усиливается после поражения в битве при Абритте (251)
- Становление сяньбийского государства Дуань
- Вторжение вестготов в Иллирик и Македонию, начало истории вестготов[1][2]
- Основание Нанкинского университета (258)

## Правление
- 253—260 — римский император Валериан I
- 251—258 — Антипапа Новациан
- 251—253 — Папа римский св. Корнелий.
- 254—257 — Папа св. Стефан I.
- 257—258 — Папа римский св. Сикст II.

## Умерли
- Ориген — христианский богослов (ок. 254)
- Филострат Старший — римский писатель (ок. 257)